# Ряска трёхдольная
Ря́ска трёхдо́льная, или Ряска тройча́тая (лат. Lemna trisulca) — многолетнее водное растение, вид рода Ряска (Lemna) подсемейства Рясковые семейства Ароидные, или Аронниковые (Araceae) (ранее это подсемейство выделяли в отдельное семейство).

## Ботаническое описание
Самое крупное растение рода.

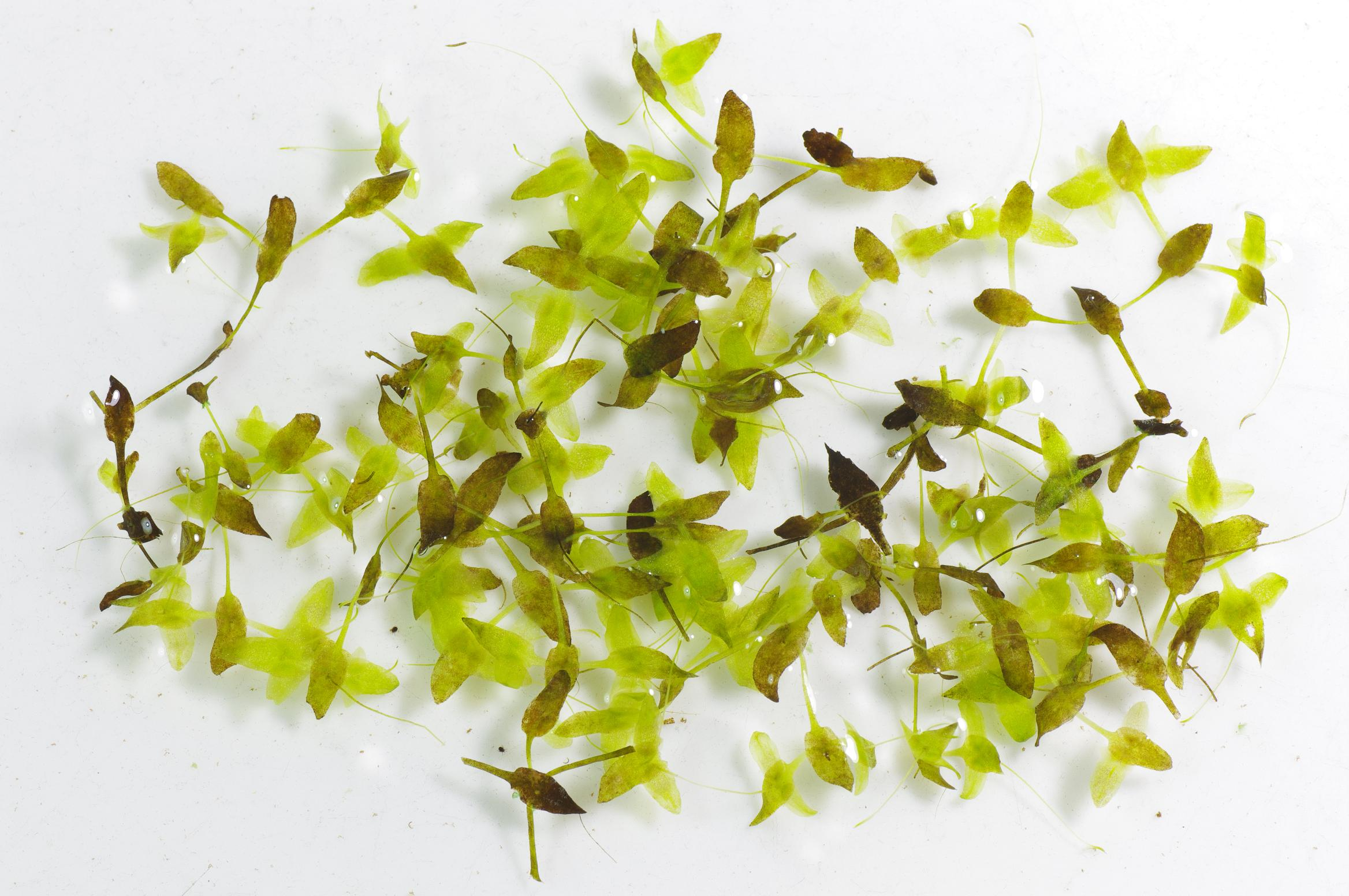
Растение крупным планом, Германия

Стебли — полупрозрачные пластинки, без листьев, в числе от трёх до пятидесяти, 3—15 (20) мм длиной, 1—5 мм шириной, в 2—3,5 раза в длину больше ширины, с каждой стороны с одной жилкой, к верхушке суженные и иногда слегка неправильно зазубренные, взрослые к основанию суженные в довольно длинную, до 10 мм длиной, ножку, выступающую из материнского экземпляра, бледно-зелёные, ланцетовидные.
Стебли образуют длинные, иногда ветвящиеся, спиралевидные цепочки. Перед зимовкой пластинки утолщаются, становятся более округлыми, заполняются крахмалом, становятся более тяжёлыми и оседают на дно. Размножается вегетативно.
Корни иногда отсутствуют.
Цветёт иногда в июне — июле, а плодоносит редко. Соцветие вначале окружено рудиментарным плёнчатым покрывалом, наподобие мешочка. Цветок состоит из одного пестика и двух тычинок, без околоцветника.
Плоды симметричные, 0,6—0,9 мм длиной, 0,7—1,2 мм шириной, с крыловидными краями; крыло около 0,15 мм шириной, столбик около 0,15 мм длиной.
Семена 0,6—1,1 мм длиной, 0,5—0,8 мм толщиной, с 12—18 заметными рёбрами.

## Распространение и экология
- Европа: 
  - Северная Европа (Дания, Ирландия, Финляндия, Швеция, Великобритания);
  - Центральная Европа (Австрия, Бельгия, Чехословакия, Германия, Венгрия, Польша, Швейцария);
  - Восточная Европа (Белоруссия, Эстония, Литва, Латвия, Молдавия, Европейская часть России, включая Крым, Украина)
  - Южная Европа (Болгария, Югославия, Греция, Италия, включая Сардинию и Сицилию, Румыния, Франция, Португалия, Испания;
- Азия: 
  - Западная Азия (Афганистан, Иран, Израиль, Сирия, Турция);
  - Сибирь (Бурятия, Иркутская, Новосибирская, Омская, Томская, Тюменская области, Красноярский край, Якутия);
  - Средняя Азия (Казахстан, Киргизия);
  - Российский Дальний Восток (Амурская, Хабаровская области, Приморье, Камчатка);
  - Китай (Гуйчжоу, Хэбэй, Хэйлунцзян, Цзянсу, Шанхай, Шаньси, Сычуань, Синьцзян, Юньнань);
  - Восточная Азия (Япония (Хоккайдо, Хонсю, Сикоку), Тайвань);
  - полуостров Индостан (Индия, Пакистан);
  - Малайзия (Новая Гвинея, Филиппины);
- Африка:
  - Северная Африка (Алжир, Марокко, Эфиопия);
  - Восточная Африка (Кения, Танзания, Уганда);
  - Западная Африка (Руанда, Заир);
- Северная Америка:
  - Канада (Северо-Западные территории, Нью-Брансуик, Новая Шотландия, Онтарио, Альберта, Британская Колумбия, Манитоба)
  - США (Коннектикут, Индиана, Мэн, Массачусетс, Мичиган, Нью-Хемпшир, Нью-Джерси, Нью-Йорк, Огайо, Род-Айленд, Вермонт, Западная Вирджиния, Иллинойс, Айова, Канзас, Миннесота, Миссури, Небраска, Северная Дакота, Южная Дакота, Висконсин, Колорадо, Айдахо, Монтана, Орегон, Вашингтон, Вайоминг, Арканзас, Мэриленд, Теннесси, Вирджиния, Нью-Мексико, Аризона, Калифорния, Невада, Юта, Аляска);
  - Мексика;
- Австралия: Новый Южный Уэльс, Северная территория, Квинсленд, Южная Австралия, Тасмания, Виктория, Западная Австралия[2].

Растёт в стоячих и медленнотекущих водоёмах лесной и степной зоны, очень часто. Растение является погруженным, то есть растёт в воде, у самой её поверхности, всплывая лишь во время цветения. Попадая вглубь водоёма, где мало света, цепочки растений, вращаясь, всплывают к поверхности воды. К началу цветения цепочки разрываются на более корокие, из 2—4 пластинок.
Расселяется с помощью птиц, лягушек, тритонов, прилипая к их телу и лапкам. Поедается многими дикими утками.
Ряска трёхдольная, плавая в толще воды, прекрасно очищает воду и обогащает её кислородом.

## Значение и применение
В абсолютно сухом состоянии в % содержит: 22,1 % золы, 30,4 % протеина, 2,7 % жира, 20,8 % клетчатки, 24,8 % БЭВ.
Выращивается в качестве аквариумного растения.